# Martina Michels

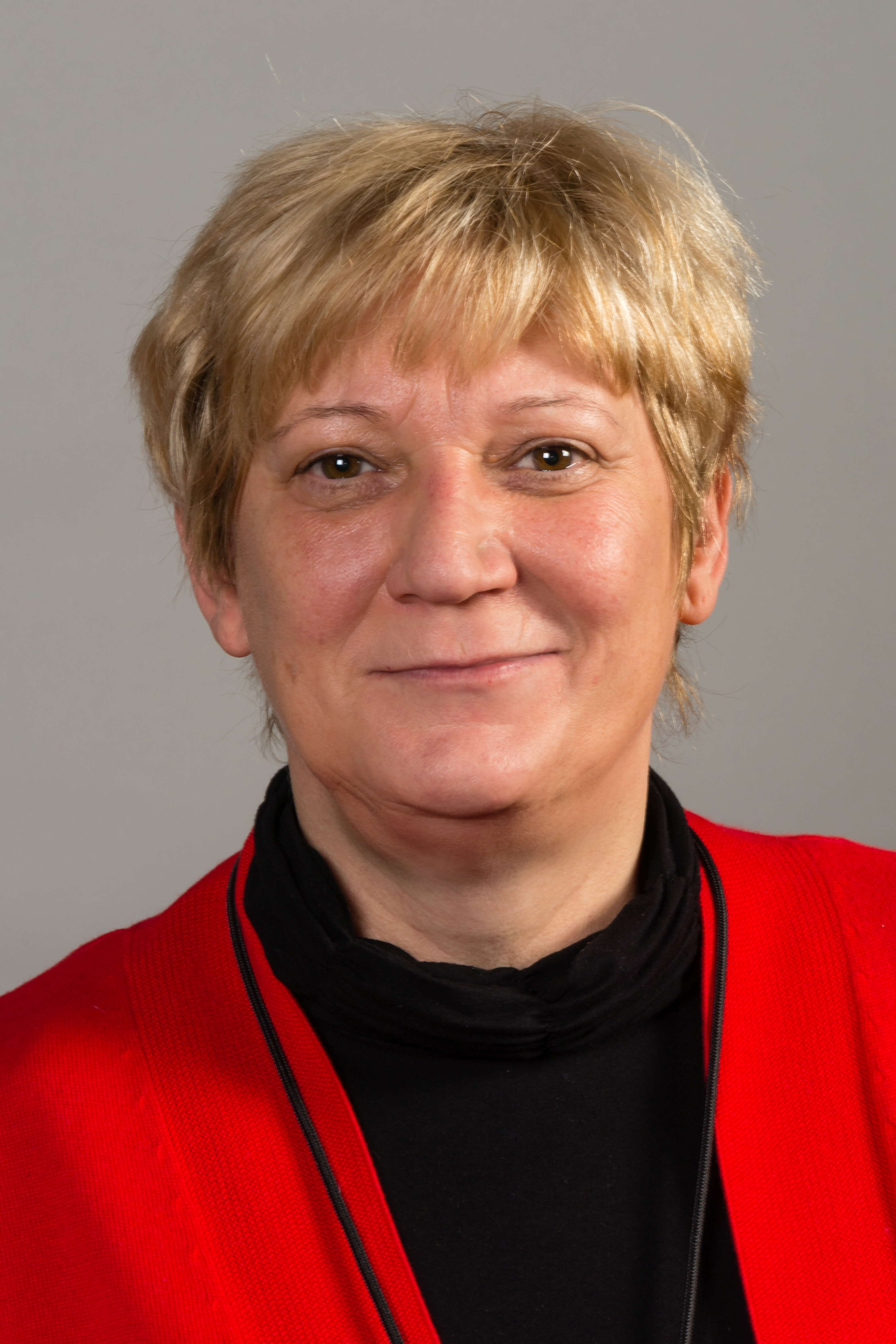
Martina Michels 2014

Martina Michels, geb. Meyer (* 1. Dezember 1955 in Ost-Berlin) ist eine deutsche Politikerin (Die Linke). Michels war von 1991 bis 2013 Mitglied des Abgeordnetenhauses von Berlin. 2013 rückte sie ins Europäische Parlament nach, bei den Europawahlen 2014 und 2019 wurde sie direkt ins Parlament gewählt. 2024 kandidierte sie nicht mehr und schied aus dem Parlament aus.

## Biografie
Martina Michels wurde in Ost-Berlin geboren und wuchs dort auf. 1975 schloss sie ihre Schulausbildung mit dem Abitur ab, anschließend studierte sie bis 1980 Philosophie an der Humboldt-Universität zu Berlin und beendete ihr Studium mit dem Diplom.
Danach arbeitete sie bis 1985 im Präsidium der URANIA – Gesellschaft zur Verbreitung wissenschaftlicher Kenntnisse. Dann wechselte sie in das Ministerium für Gesundheitswesen und war dort im Bereich der internationalen Zusammenarbeit tätig. Von 1988 bis 1990 war Michels Sektorleiterin für die Gesundheitsabkommen mit den ehemaligen sozialistischen osteuropäischen Ländern, insbesondere der früheren UdSSR.
Nach dem Ende der DDR ging dieses Ministerium in das Bundesministerium für Jugend, Frauen, Familie und Gesundheit über. Dort war sie bis 1991 Referentin in der Außenstelle Berlin.

## Politik
Michels war von 1976 bis 1989 Mitglied der SED, dann der PDS. Sie ist Mitglied in der Linkspartei. 1989 bis 1990 war sie Mitglied der Stadtverordnetenversammlung von Ost-Berlin.

### Mitglied des Abgeordnetenhauses von Berlin

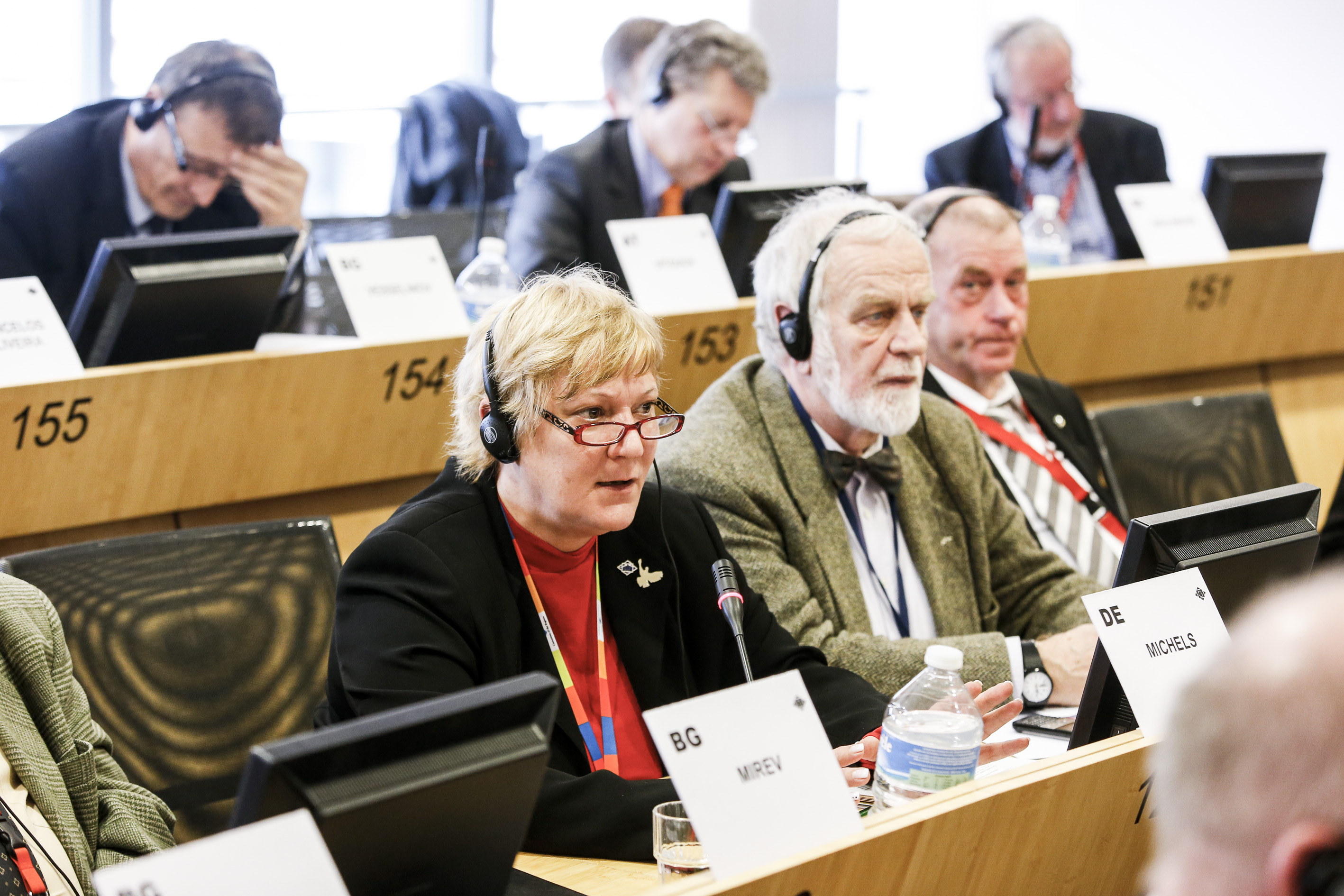
Martina Michels im Ausschuss der Regionen im Europaparlament im April 2013, noch als Mitglied des Berliner Abgeordnetenhauses.

Sie wurde 1990 erstmals in das Abgeordnetenhaus von Berlin gewählt und war von Januar 1991 bis September 2013 dort gewähltes Mitglied. Sie errang bei den Wahlen 1990, 1995, 1999, 2001 und 2006 jeweils das Direktmandat im Wahlkreis Friedrichshain-Kreuzberg 4. Bei den Wahlen 2011 verlor sie das Mandat gegen Susanne Kitschun, zog jedoch über die Landesliste ein.
Im Rahmen ihrer Tätigkeit als Mitglied des Abgeordnetenhauses amtierte sie von 1996 bis 1999 und erneut von 2001 bis 2006 als dessen Vizepräsidentin. Sie war stellvertretende Fraktionsvorsitzende der Linksfraktion und ab 2001 Vorsitzende des Ausschusses für Europa- und Bundesangelegenheiten, Medien und die Zusammenarbeit Berlin-Brandenburg.
Als Mitglied des Abgeordnetenhauses gehörte sie auch dem Ausschuss der Regionen der Europäischen Union an.

### Mitglied des Europaparlaments
Auf dem Europaparteitag der Partei Die Linke 2009 nominierten die Parteidelegierten Michels für den zehnten Listenplatz. Bei der Europawahl 2009 gewann Die Linke 7,5 Prozent und damit 8 der 99 deutschen Mandate, sodass Michels den direkten Einzug ins Europaparlament verpasste. 2013 schied jedoch Lothar Bisky aus dem Europaparlament aus, Martina Michels rückte für ihn zum 5. September 2013 nach und trat ebenfalls der Konföderalen Fraktion der Vereinten Europäischen Linken/Nordische Grüne Linke bei. In den verbleibenden wenigen Monaten der 7. Legislatur des Parlaments war sie lediglich Mitglied im Ausschuss für Kultur und Bildung, zu dessen stellvertretender Vorsitzenden sie im Oktober 2013 gewählt wurde.
Für die Europawahl 2014 kandidierte Michels erneut. Ihre Partei gewann 7,4 Prozent und damit 7 der 96 deutschen Mandate, sie wurde damit direkt ins Parlament gewählt. In der 8. Legislatur (2014–2019) war sie für die Fraktion Mitglied im Ausschuss für regionale Entwicklung sowie stellvertretendes Mitglied im Ausschuss für Kultur und Bildung.
Für die Europawahl 2019 nominierte ihre Partei sie für den 5. Listenplatz. Die Partei verlor zwar bei der Wahl an Stimmen (5,5 Prozent), Michels verteidigte jedoch erneut ihr Mandat. In der Legislatur von 2019 bis 2024 war sie für ihre Fraktion erneut Mitglied im Ausschuss für regionale Entwicklung sowie stellvertretendes Mitglied im Ausschuss für Kultur und Bildung.
Für die Europawahl 2024 kandidierte Michels nicht mehr und schied damit aus dem Parlament aus.